# Liste des codes de pays FIPS 10-4
Ceci est l'ancienne liste des codes de pays FIPS 10-4, caduque depuis le retrait de la norme américaine FIPS 10-4 le 2 septembre 2008.
Depuis le 1er janvier 2015, cette liste est remplacée par le  Geopolitical Entities, Names, and Codes (GENC), plus proche de la norme internationale ISO 3166.
Les entités non-souveraines sont listées entre parenthèses.

## A
- AA (Aruba)
- AC Antigua-et-Barbuda
- AE Émirats arabes unis
- AF Afghanistan
- AG Algérie
- AJ Azerbaïdjan
- AL Albanie
- AM Arménie
- AN Andorre
- AO Angola
- AQ (Samoa américaines)
- AR Argentine
- AS Australie
- AT (Îles Ashmore et Cartier)
- AU Autriche
- AV (Anguilla)
- AX (Akrotiri et Dhekelia)
- AY (Antarctique)

## B
- BA Bahreïn
- BB Barbade
- BC Botswana
- BD (Bermudes)
- BE Belgique
- BF Bahamas
- BG Bangladesh
- BH Belize
- BK Bosnie-Herzégovine
- BL Bolivie
- BM Birmanie
- BN Bénin
- BO Biélorussie
- BP Îles Salomon
- BQ (Île de la Navasse)
- BR Brésil
- BS (Bassas da India)
- BT Bhoutan
- BU Bulgarie
- BV (Île Bouvet)
- BX Brunei
- BY Burundi

## C
- CA Canada
- CB Cambodge
- CD Tchad
- CE Sri Lanka
- CF République du Congo
- CG République démocratique du Congo
- CH République populaire de Chine
- CI Chili
- CJ (Îles Caïmans)
- CK (Îles Cocos (Keeling))
- CM Cameroun
- CN Comores
- CO Colombie
- CQ (Îles Mariannes du Nord)
- CR (Îles de la Mer de Corail)
- CS Costa Rica
- CT République centrafricaine
- CU Cuba
- CV Cap-Vert
- CW (Îles Cook)
- CY Chypre

## D
- DA Danemark
- DJ Djibouti
- DO Dominique
- DQ (Île Jarvis)
- DR République dominicaine
- DX (Dhekelia)

## E
- EC Équateur
- EG Égypte
- EI Irlande
- EK Guinée équatoriale
- EN Estonie
- ER Érythrée
- ES Salvador
- ET Éthiopie
- EU (Île Europa)
- EZ République tchèque

## F
- FG (Guyane française)
- FI Finlande
- FJ Fidji
- FK (Îles Malouines)
- FM États fédérés de Micronésie
- FO (Îles Féroé)
- FP (Polynésie française)
- FQ (Île Baker)
- FR France
- FS (Terres australes et antarctiques françaises)

## G
- GA Gambie
- GB Gabon
- GG Géorgie
- GH Ghana
- GI (Gibraltar)
- GJ Grenade
- GK (Guernesey)
- GL (Groenland)
- GM Allemagne
- GO (Îles Glorieuses)
- GP (Guadeloupe)
- GQ (Guam)
- GR Grèce
- GT Guatemala
- GV Guinée
- GY Guyana
- GZ (Bande de Gaza)

## H
- HA Haïti
- HK (Hong Kong)
- HM (Îles Heard-et-MacDonald)
- HO Honduras
- HQ (Île Howland)
- HR Croatie
- HU Hongrie

## I
- IC Islande
- ID Indonésie
- IM (Île de Man)
- IN Inde
- IO (Territoire britannique de l'océan Indien)
- IP (Île de Clipperton)
- IR Iran
- IS Israël
- IT Italie
- IV Côte d'Ivoire
- IY (Zone neutre Irak-Arabie saoudite) (désuet depuis 1993)
- IZ Irak

## J
- JA Japon
- JE (Jersey)
- JM Jamaïque
- JN (Île Jan Mayen)
- JO Jordanie
- JQ (Atoll Johnston)
- JU (Île Juan de Nova)

## K
- KE Kenya
- KG Kirghizistan
- KN Corée du Nord
- KQ (Récif Kingman)
- KR Kiribati
- KS Corée du Sud
- KT (Île Christmas)
- KU Koweït
- KV Kosovo
- KZ Kazakhstan

## L
- LA Laos
- LE Liban
- LG Lettonie
- LH Lituanie
- LI Liberia
- LO Slovaquie
- LQ (Atoll Palmyra)
- LS Liechtenstein
- LT Lesotho
- LU Luxembourg
- LY Libye

## M
- MA Madagascar
- MB (Martinique)
- MC (Macao)
- MD Moldavie
- MF (Mayotte)
- MG Mongolie
- MH (Montserrat)
- MI Malawi
- MJ Monténégro
- MK Macédoine (ex-République yougoslave de)
- ML Mali
- MN Monaco
- MO Maroc
- MP Maurice
- MQ (Îles Midway)
- MR Mauritanie
- MT Malte
- MU Oman
- MV Maldives
- MX Mexique
- MY Malaisie
- MZ Mozambique

## N
- NC (Nouvelle-Calédonie)
- NE (Niue)
- NF (Île Norfolk)
- NG Niger
- NH Vanuatu
- NI Nigeria
- NL Pays-Bas
- NO Norvège
- NP Népal
- NR Nauru
- NS Suriname
- NT (Antilles néerlandaises)
- NU Nicaragua
- NZ Nouvelle-Zélande

## O
- OD Soudan du Sud

## P
- PA Paraguay
- PC (Îles Pitcairn)
- PE Pérou
- PF (Îles Paracel)
- PG (Îles Spratley)
- PJ (Itouroup, Kounachir, Chikotan, Îles Habomai)[N 1]
- PK Pakistan
- PL Pologne
- PM Panama
- PO Portugal
- PP Papouasie-Nouvelle-Guinée
- PS Palaos
- PU Guinée-Bissao

## Q
- QA Qatar

## R
- RE (Réunion)
- RI Serbie
- RM Îles Marshall
- RN (Saint-Martin (Antilles françaises))
- RO Roumanie
- RP Philippines
- RQ (Porto Rico)
- RS Russie
- RW Rwanda

## S
- SA Arabie saoudite
- SB (Saint-Pierre-et-Miquelon)
- SC Saint-Christophe-et-Niévès
- SE Seychelles
- SF Afrique du Sud
- SG Sénégal
- SH (Sainte-Hélène)
- SI Slovénie
- SL Sierra Leone
- SM Saint-Marin
- SN Singapour
- SO Somalie
- SP Espagne
- ST Sainte-Lucie
- SU Soudan
- SV (Svalbard)
- SW Suède
- SX (Géorgie du Sud-et-les Îles Sandwich du Sud)
- SY Syrie
- SZ Suisse

## T
- TB (Saint-Barthélemy (Antilles françaises))
- TD Trinité-et-Tobago
- TE (Île Tromelin)
- TH Thaïlande
- TI Tadjikistan
- TK (Îles Turks-et-Caïcos)
- TL (Tokelau)
- TN Tonga
- TO Togo
- TP Sao Tomé-et-Principe
- TS Tunisie
- TT Timor oriental (mise à jour FIPS 104)
- TU Turquie
- TV Tuvalu
- TW République de Chine (Taïwan)
- TX Turkménistan
- TZ Tanzanie

## U
- UA Ukraine
- UC (Curaçao)
- UG Ouganda
- UK Royaume-Uni
- US États-Unis
- UV Burkina
- UY Uruguay
- UZ Ouzbékistan

## V
- VC Saint-Vincent-et-les-Grenadines
- VE Venezuela
- VI (Îles Vierges britanniques)
- VN Viêt Nam
- VQ (Îles Vierges américaines)
- VT Vatican

## W
- WA Namibie
- WE (Cisjordanie)
- WF (Îles Wallis-et-Futuna)
- WI (Sahara occidental)
- WQ (Wake)
- WS Samoa occidentales
- WZ Swaziland

## Y
- YI Serbie et Monténégro
- YM Yémen

## Z
- ZA Zambie
- ZI Zimbabwe

## Sources, notes et autres références

### Sources
- DIA 65-18: Defense Intelligence Agency, Geopolitical Data Elements and Related Features, 1994
- FIPS PUB 10-4: Federal Information Processing Standard 10-4: Countries, Dependencies, Areas of Special Sovereignty, and Their Principal Administrative Divisions, avril 1995
- DAFIF 0413, Édition 7, Amendment No. 3, novembre 2003